# 五野上力
五野上 力（ごのうえ りき、1935年4月4日 - ）は、日本の俳優。宮城県出身。本名及び旧芸名は斎藤力。別名に斉藤力、五之上力、五ノ上力がある。

## 出演作品

### 映画
※『復活の日』、『道頓堀川』以外東映作品。
- 昭和残侠伝シリーズ
  - 昭和残侠伝 一匹狼（1966年） - 木崎の仔分
  - 昭和残侠伝 死んで貰います（1970年） - 寺田組仔分
- 博徒解散式（1968年）
- 陸軍諜報33（1968年） - 憲兵下士官
- 妖艶毒婦伝 お勝兇状旅（1969年） - 野田藤吉
- 超高層のあけぼの（1969年） - 工務課員
- 日本暴力団 組長と刺客（1969年）
- 血染の代紋（1970年）
- 日本ダービー 勝負（1970年）
- やくざ刑事シリーズ（1970年）
  - やくざ刑事
  - やくざ刑事 マリファナ密売組織
- 最後の特攻隊（1970年）
- 現代やくざ 盃返します（1971年） - 組員
- セックス喜劇 鼻血ブー（1971年） - トラックの運転手
- 暴力団再武装（1971年） - 根岸
- ギャング対ギャング　赤と黒のブルース（1972年） - 古川
- 現代やくざ 人斬り与太（1972年） - 三人組
- 女囚さそりシリーズ
  - 女囚701号/さそり（1972年） - 警視庁巡査
  - 女囚さそり 第41雑居房（1972年） - 看守
  - 女囚さそり けもの部屋（1973年） - 刑事
  - 女囚さそり 701号怨み節（1973年） - 刑事
  - 新・女囚さそり 701号（1976年） - 高田刑事
- やくざと抗争（1972年）
- やくざと抗争 実録安藤組（1973年） - 警官
- 実録 私設銀座警察（1973年） - 刑事
- 海軍横須賀刑務所（1973年）
- 実録安藤組 襲撃篇（1973年） - 検問の警官
- 暴力街（1974年）
- 仁義の墓場（1975年）
- 若い貴族たち 13階段のマキ（1975年） - 牧師
- 大脱獄（1975年） - 看守
- 新幹線大爆破（1975年） - 上野刑事
- トラック野郎
  - トラック野郎・御意見無用（1975年） - 運転手
  - トラック野郎・度胸一番星（1977年） - 警官班長
- 実録三億円事件 時効成立（1975年） - 刑事
- 横浜暗黒街 マシンガンの竜（1976年）
- 暴力教室（1976年） - 取調官
- 男組 少年刑務所（1976年） - 看守
- 爆発! 750cc族（1976年） - 刑事
- 安藤昇のわが逃亡とSEXの記録（1976年） - 刑事
- 犬神の悪霊（1977年）
- 人間の証明（1977年） - 刑事
- 野性の証明（1978年） - 宮野署刑事
- 復活の日（1980年、東宝） - 隊員
- 二百三高地（1980年）
- さらば、わが友 実録大物死刑囚たち（1980年） - 新聞記者
- 道頓堀川（1982年、松竹）
- 誘拐報道（1982年）
- 日本海大海戦 海ゆかば（1983年）
- 天国の駅 HEAVEN STATION（1984年） - 田辺刑事
- 玄海つれづれ節（1986年） - 消防署員
- オルゴール（1989年）
- ふうせん（1990年） - 世話人

### テレビドラマ

#### NTV（日本テレビ）
- ゴールドアイ（1970年）
  - 第7話「姿なき殺人者」
  - 第13話「超レーザー光線COZ」
  - 第17話「羽田発福岡行101便」
  - 第19話「頭脳人間蒸発」
- 超人バロム・1 第23話「魔人ノウゲルゲが脳波を吸う!!」（1972年、YTV） - 警官
- 大激闘マッドポリス'80（1980年）
  - 第5話「シンジケートの女」
  - 第13話「スカイライダー大作戦」
- 火曜サスペンス劇場
  - たそがれに標的を撃て（1982年）
  - 夕陽よ止まれ（1983年）
  - 震える髪（1986年）
  - 三年目の誤算（1986年）
  - 弁護士・高林鮎子
    - 第1作「寝台特急あさかぜ4号殺人風景」（1986年）
    - 第4作「信州飯田線殺意の天竜峡」（1988年） - 木内刑事
    - 第6作「船岡発普通列車 無縁坂の女」（1989年）
    - 第20作「豊肥本線早春の死角」（1997年）
    - 第21作「上毛高原逆流の殺意」（1997年）
    - 第22作「北陸本線の死角」（1998年）
    - 第23作「秋田新幹線冬の迷彩」（1999年） - 村田

  - 監察医・室生亜季子
    - 第1作「歩き出した白骨死体」（1986年） - 北川秀夫
    - 第5作「高価すぎた情事」（1988年）
    - 第9作「震える川」（1990年）
    - 第13作「犯罪性なし」（1993年）
    - 第19作「埋葬」（1995年）
    - 第21作「身元不明」（1996年）

  - 女動物医事件簿 第2作「炎を吐いた猫」（1991年）
  - 当番弁護士 第1作「カナリアは餌を食べたか―2つの殺人事件を繋ぐ容疑者の謎の伝言」（1995年）
- 木曜スペシャル / ドキュメンタリー番組『さらば海底空母イ401 幻のパナマ運河大爆撃』（1983年）
- 星雲仮面マシンマン 第5話「三億円の切手泥棒」（1984年） - 刑事
- 水曜グランドロマン / 交通刑務所の朝（1989年）

#### TBS
- 東芝日曜劇場 第436話「栄光の旗 後編」（1964年）
- キャプテンウルトラ（1967年）
  - 第3話「磁石怪獣ガルバンあらわる」 - 灯台職員
  - 第8話「二大怪獣火星都市にあらわる」 - 軍人風の男 ※ノンクレジット
  - 第14話「金属人間メタリノームあらわる!!」 - 観測基地隊員
  - 第15話「コメット怪獣ジャイアンあらわる」 - 長官の部下 ※ノンクレジット
  - 第16話「雷雨怪獣アメゴンあらわる!!」 - ホテルの客
  - 第21話「電波怪物ラジゴンあらわる!!」 - 金星の警官
  - 第22話「怪獣軍団あらわる!!」、第23話「くたばれ怪獣軍団!!」 - 宇宙センター職員 ※ノンクレジット
- キイハンター
  - 第5話「必殺の瞬間」（1968年）
  - 第75話「悪魔を呼ぶ女」（1969年）
  - 第135話「吸血昆虫島上空異状あり」（1970年）
  - 第147話「暗殺団と強盗団 スキーで珍道中」（1971年）
  - 第149話「それ行け! がい骨強盗団」（1971年）
  - 第150話「殺人スコッチ2日酔作戦」（1971年）
  - 第160話「墓場に消えた現金輸送車」（1971年）
  - 第179話「さすらいの一匹狼荒野の挑戦」（1971年）
  - 第181話「死体が私を殺しに来た!」（1971年）
  - 第184話「決斗! 大雪渓のダイヤモンド作戦」（1971年）
  - 第188話「スリル万点! ズッコケ大航海」（1971年）
  - 第190話「キイハンター浮気団地で大暴れ!」（1971年）
  - 第191話「死刑台三歩前私を抱いて!」（1971年)
  - 第193話「情無用　現金に手を出すな!」（1971年）
  - 第195話「ミイラの殺人忘年会」（1971年）
  - 第200話「SOS接吻泥棒」（1972年）
  - 第203話「突撃! ニッポン・どぶねずみ強盗団」（1972年）
  - 第204話「殺人001監房の男」（1972年）
  - 第210話「いんちきキイハンター探偵局」（1972年）
  - 第217話「100万ドル奪回大捜査網」（1972年）
  - 第220話「大追跡！殺しのしのび逢い」（1972年）
  - 第224話「デスマスクを愛した私」（1972年）
  - 第235話「脱獄囚バッドファーザー」（1972年)
  - 第244話「拳銃P-007大捜査網」（1972年）
  - 第248話「殺し屋ども、何人でも来い!」（1972年）
  - 第252話「冒険また冒険、探偵小僧大奮戦!」（1973年）
  - 第257話「世界のギャング日本上陸」（1973年）
  - 第261話「魔女と黒猫が踊る夜」（1973年）
- アイフル大作戦
  - 第1話「特訓開始! 美女の殺し方」（1973年）
  - 第5話「奇々怪々!鬼刑事初恋事件」（1973年）
  - 第13話「逃亡と追跡!赤い唇100万$」（1973年）
  - 第15話「夏の夜の大はずれガールハント」（1973年）
  - 第23話「純金のポンコツ自動車レース!」（1973年）
  - 第38話「バラン・ドロン殺人事件」（1973年）
  - 第54話「仁義ある戦い」（1974年）
  - 第56話「卒業式・サヨナラ涼子という女」（1974年）
- 刑事くん 第2部（1973年）
  - 第3話「青い蝶はどこへ」
  - 第11話「赤い風船と腕時計」
  - 第13話「白鳥は強くはばたく」
  - 第28話「明日を信じて」
- バーディ大作戦
  - 第1話「連続ピストル強盗団」（1974年）
  - 第9話「怪談 死を招く超能力の女」（1974年）
  - 第12話「縛り首の木のある恐い町」（1974年）
  - 第13話「俺たちはダーディハリー3」（1974年）
  - 第18話「キャーッ! 死体が訪ねて来た」（1974年）
  - 第23話「SOS黒猫と幻の女」（1974年）
  - 第24話「警官ギャング」（1974年）
  - 第25話「結婚サギ師の華麗な冒険」（1974年）
  - 第30話「グラマー殺し屋部隊」（1974年）
  - 第32話「メスがオスを殺す瞬間!」（1974年）
  - 第38話「結婚前夜! 吹雪の中の殺人」（1975年）
  - 第47話「私の葬式100万＄」（1975年）
  - 第49話「助けて! 浴室裸体殺人事件」（1975年）
  - 第54話「バーディー真昼に死す」（1975年）
- Gメン'75
  - 第7話「女子学生誘拐殺人事件」（1975年） - 地下鉄の男
  - 第10話「大空の身代金」（1975年） - 警官
  - 第16話「Gメン皆殺しの予告」（1975年）※出演シーンカット
  - 第17話「死刑実験室」（1975年） - 所轄署刑事
  - 第19話「デカ部屋の悪霊」（1975年） - 警官
  - 第20話「背番号３長島対Ｇメン） - 刑事C※ノンクレジット
  - 第22話「警視庁殺人課」（1975年） - 司法解剖医
  - 第24話「二人組警官ギャング」（1975年） - 警官
  - 第26話「冬のヨットハーバーの殺人」（1975年）
  - 第28話「刑事誤殺」（1975年） - 網走刑務所刑務官※ノンクレジット
  - 第31話「男と女のいる特急便」（1975年） - 検問隊の警官
  - 第33話「1月3日・関屋警部補・殉職」（1976年）- 刑事
  - 第34話「警視庁の中のスパイ」（1976年） - 刑事
  - 第38話「スチュワーデス殺人事件」（1976年） - 警官
  - 第39話「ギャングに呼ばれた刑事」（1976年） - 刑事
  - 第41話「白銀の現金輸送車襲撃事件」（1976年） - 道警旭川署刑事
  - 第43話「刑法第十一条・絞首刑」（1976年） - 関東刑務所刑務官
  - 第46話「白バイ警官連続射殺事件」（1976年） - 刑事
  - 第47話「終バスの女子高校生殺人事件」（1976年） - 所轄署刑事
  - 第48話「刑事・その恩師の殺意」（1976年） - 所轄署刑事
  - 第51話「刑事訴訟法47条女子大生ジャック」（1976年） - 刑事
  - 第52話「唇の中の拳銃」（1976年） - 熱海署警官
  - 第54話「密航船」（1976年） - 刑事
  - 第57話「刑法第十一条　絞首刑・その後」（1976年） - 関東刑務所刑務官
  - 第59話「東京・沖縄縦断捜査網」（1976年）
  - 第63話「拳銃を撃てない警官」（1976年） - 警官
  - 第67話「部長刑事暗殺」（1976年） - 港南署交番巡査
  - 第68話「小菅一丁目三五番地東京拘置所」（1976年）
  - 第70話「ルンペン銀行襲撃事件」（1976年） - 刑事
  - 第73話「バカ! 大人のバカ!!」（1976年） - 捜査員
  - 第75話「刑事を捨てた刑事」（1976年） - 中原署刑事
  - 第76話「幻の女」（1976年） - 陸運局係員 ※ノンクレジット
  - 第77話「指の無いタクシー運転手」（1976年） - 刑事
  - 第79話「24749の死体」（1976年） - 刑事
  - 第85話「77元旦デカ部屋ぶっ飛ぶ!」（1977年）
  - 第86話「パリ警視庁の五百円紙幣」（1977年） - 三億円強奪事件捜査本部の刑事
  - 第87話「冬のパリの殺し屋」（1977年） - 三億円強奪事件捜査本部の刑事
  - 第89話「警視庁拳銃盗難事件」（1977年） - 刑事
  - 第91話「逃亡者」（1977年） - 千葉県警西浜署刑事
  - 第92話「女の留置場」（1977年） - 警官
  - 第93話「29の死神の手紙」（1977年） - 泉台郵便局主任
  - 第95話「殺人完了電話」（1977年） - 中原署捜査員
  - 第96話「停年強盗」（1977年） - 刑事
  - 第105話「香港-マカオ警官ギャング」（1977年） - 警視庁爆発物処理班 ※ノンクレジット
  - 第107話「俺のスーパーカーの葬式」（1977年）※出演シーンカット
  - 第112話「宇宙食の恐怖」（1977年） - 刑事
  - 第116話「エクソシスト殺人事件」（1977年） - 福島西署刑事
  - 第118話「黒人兵カービン銃乱射事件」（1977年） - 刑事
  - 第119話「アルコール漬けの小指」（1977年） - 宮下署刑事
  - 第121話「パトロール警官と女性連続殺人の謎」（1977年） - 坂上署刑事
  - 第125話「ウソ発見器」（1977年）
  - 第128話「六万五千円の警察手帳」（1977年）
  - 第130話「一卵性双生児殺人事件」（1977年） - 長野県警千曲署刑事
  - 第133話「死体の首を折る男」（1977年） - 山梨県警刑事
  - 第134話「移動交番爆破事件」（1977年） - 東多摩署刑事
  - 第135話「死んだ人からの緊急電話」（1977年） - 監察医務院係官
  - 第136話「X'マスイブ21時のトリック」（1977年） - 警官
  - 第137話「'78新春大脱獄!」（1978年） - 関東拘置所看守
  - 第140話「十五年前の遺留指紋」（1978年） - 喫茶店の客
  - 第144話「雪原に消えた13人の乗客」（1978年） - 福島署刑事
  - 第145話「北極回りSK980便」（1978年） - 捜査員
  - 第150話「刑事の家を壊す男たち」（1978年） - 宮坂署捜査員
  - 第157話「ウェディングドレス殺人事件」（1978年） - 宮坂署捜査員
  - 第158話「警官だけを殺せ!」（1978年） - 大高署捜査課刑事
  - 第159話「刑事が銃殺されるとき」（1978年） - 大高署捜査課刑事
  - 第161話「嘘つき警官」（1978年） - 淀橋署捜査員
  - 第163話「首のない女の人形」（1978年） - 刑事
  - 第164話「消えた乳母車の赤ちゃん」（1978年） - 刑事
  - 第165話「78ハードアクションシリーズ ジープに乗った悪魔」（1978年） - トラック運転手
  - 第168話「夏祭りの夜の惨劇」（1978年）
  - 第170話「結婚サギ常習犯」（1978年）
  - 第172話「大空のギャング」（1978年） - 新島署警官
  - 第173話「大空からの脱出」（1978年） - 新島署警官
  - 第178話「速水刑事を射つ男たち」（1978年）
  - 第179話「警察署長室ジャック」（1978年） - 宮島署警官
  - 第181話「宮の森交番21時の出来事」（1978年） - 宮の森交番巡査
  - 第182話「赤ちゃん盗難事件」（1978年） - 捜査員
  - 第183話「奥様族の遺留指紋」（1978年） - 所轄署刑事
  - 第185話「津軽海峡を渡る片足の男」（1978年） - 函館西署捜査員
  - 第189話「危機一髪! お年玉爆弾カメラ」（1979年） - 警視庁捜査員
  - 第195話「プロ野球殺人事件」（1979年） - 所轄署刑事
  - 第196話「東京発ひかり157号のトリック」（1979年） - 鑑識検視係員
  - 第197話「非行少女・ミキ」（1979年） - 少年課刑事
  - 第198話「パレットナイフの殺人」（1979年） - 声紋鑑定技官
  - 第199話「土曜日にネズミを殺せ!」（1979年） - 港東署捜査課員
  - 第204話「ミスター・ブー殺人事件」（1979年） - 城西署捜査員
  - 第211話「通勤バスから消えたキャリアガール」（1979年） - 刑事
  - 第213話「ニューカレドニアの逃亡者」（1979年） - 捜査員
  - 第216話「口裂け女連続殺人事件」（1979年） - 宮坂署刑事
  - 第219話「ニューカレドニア新婚殺人事件」（1979年） - 捜査一課刑事 ※ノンクレジット
  - 第226話「電話魔」（1979年）
  - 第231話「危機一髪! 車椅子の女刑事」（1979年） - 交番の警官
  - 第233話「金髪女性連続殺人事件」（1979年） - 捜査一課捜査員
  - 第234話「女たちの拳銃泥棒」（1979年） - 捜査三課捜査員
  - 第239話「親を撃ち殺す子供たち」（1979年） - 警部補
  - 第242話「美女たちの密室殺人」（1980年） - 警官
  - 第245話「浴槽の死美人」（1980年） - 岩本義男（中野坂署刑事）
  - 第246話「女子大学入試殺人事件」（1980年）
  - 第252話「15年前の女の死体」（1980年） - 交番の警官
  - 第262話「真夜中の偽装殺人」（1980年） - パトカー警官
  - 第266話「殺人暴走オートバイ集団! 三途の河」（1980年） - パトカー警官
  - 第269話「少年とギャングの自転車レース」（1980年） - 守衛
  - 第271話「警視庁パトカー盗難事件」（1980年） - 刑事
  - 第282話「肉体のない女が呼んでいる」（1980年） - 鑑識課員
  - 第286話「スカート切り裂き魔」（1980年） - 看守 ※ノンクレジット
  - 第287話「手術台の上の悪魔」（1980年）
  - 第296話「雪の夜に悪魔が生んだ赤ん坊」（1981年） - 鑑識課員
  - 第300話「盗まれた女たち」（1981年） - 根本刑事
  - 第301話「盗まれた女たち PART-2」（1981年） - 根本刑事 ※ノンクレジット
  - 第303話「殺し屋新婚夫婦」（1981年） - 警官
  - 第313話「聖女たちの殺人トリック」（1981年） - 鑑識係員
  - 第317話「'81サマーサスペンスシリーズ　女の裏窓24時間」（1981年） - 捜査員
  - 第324話「深夜放送に届いたバラバラ死体」（1981年））※出演シーンカット
  - 第325話「帰ってきたラーメン屋刑事」（1981年） - 通信指令官
  - 第331話 「新ＧメンVSニセ白バイ軍団」（1981年） - 警官
  - 第347話 「生き返った5年前の死体」（1982年） - 救急隊員
  - 第351話 「幽霊の指紋」（1982年） - 鑑識課員
- 宇宙鉄人キョーダイン（1976年、MBS）
  - 第12話「あやうし! 恐怖のサッカーボール」 - 審判 ※ノンクレジット
  - 第25話「氷地獄だ!! 恐怖の冷凍怪物!!」 - 将校
  - 第36話「ふりむくな! 雪おんなが来る」 - 警官
- 人間の証明 第5話（1978年、MBS）
- 仮面ライダーシリーズ（MBS）
  - 仮面ライダースーパー1 第39話「強力ライター怪人の弱点はどこだ!!」（1981年） - 警備員
  - 仮面ライダーBLACK 第26話「超能力少女を救え」（1988年）
  - 仮面ライダーBLACK RX 第28話「皇帝陛下の代理人」（1989年） - 工場長
- ザ・サスペンス
  - 柿ノ木坂の首吊り殺人事件（1982年）
  - 殺意の肖像（1982年）
- Gメン'82
  - 第2話「アイドル歌手トリック殺人」（1982年） - 刑事
  - 第4話「悪魔の電話」（1982年） - 岡本勝之
  - 第10話「燃えよ！香港少林寺」（1983年） - 第七分署の警官Ａ
  - 第15話「現金輸送車の殺人ドライブ」（1983年） - 警官Ａ
- スーパーポリス（1985年）
  - 第6話「密室 女はそれを?ガマンできない!!」
  - 第9話「1万円札ミステリー案内」
- 赤い秘密（1985年） - 刑事
- ポニーテールはふり向かない 第19話「輝いて死ね!」（1986年）
- 向田邦子新春スペシャル 男どき女どき（1988年）
- HOTEL
  - 第1シリーズ（1990年）
    - 第3話「3つのC」
    - 第4話「討ち死に族」

  - スペシャル'93秋「姉さん信じられません 東京-長崎あの新婚旅行の出来事」（1993年）

#### CX（フジテレビ）
- 新宿警察 第16話「理由なき殺人」（1975年）
- 騎馬奉行
  - 第1話「憎い男の初仕事」（1979年）
  - 第15話「女盗賊の復讐」（1980年）
  - 第20話「墓前の花の秘密」（1980年）
- 東映不思議コメディーシリーズ
  - ロボット8ちゃん（1981年）
  - バッテンロボ丸（1983年）
    - 第20話「ドッキリドキドキ!雪の美少女」 - 刑事
    - 第28話「涙・涙のマンガ少女」 - 本屋の主人

  - おもいっきり探偵団 覇悪怒組 第8話「タコと魔天郎」（1987年）
  - 不思議少女ナイルなトトメス 第10話「あるマッサージ師の挫折」（1991年） - マッサージの客
- ザ・ヤジキタ 菊と葵と猫の目と（1982年）
- 関西テレビ開局25周年記念 吉田茂（1983年、KTV）
- ライオン午後のサスペンス / 私は許さない（1984年）
- 金曜女のドラマスペシャル
  - 終着駅殺人事件（1984年）
  - 離婚夫婦シリーズ1「離婚夫婦の鹿児島殺人ミステリー」（1987年）
- スケバン刑事
  - スケバン刑事 (ドラマ第1作) 第21話「父さんを殺したのはお前だ!!」、第22話「地獄に落ちろ! 悪魔の一族」（1985年）
  - スケバン刑事III 少女忍法帖伝奇
    - 第5話「打ち破れ! 魔のケン玉殺法」（1986年）
    - 第23話「ウェディング・マーチは闇の調べ 三代目の結婚!?」（1987年）
- 男と女のミステリー
  - 女優 夏木みどりシリーズ 第1作「モンロー殺人事件」（1988年）
  - 罠の中の女（1988年）
- ハッピーバースデー殺人事件（1988年）
- 世にも奇妙な物語
  - 親切すぎる家族（1990年）
  - バカばっかりだ!（1991年）
  - 世にも奇妙な物語 冬の特別編「大予言」（1991年）
  - 世にも奇妙な物語 真夏の特別編「ラブチェアー」（1993年） - 警官
- 終戦45年ドラマスペシャル 白旗の少女（1990年）
- 現代推理サスペンス　夢見る女刑事（1990年、KTV）

#### NET→ANB→EX（テレビ朝日）
- ゼロ戦黒雲隊（1964 - 1965年）
- 悪魔くん
  - 第3話「ミイラの呪い」（1966年） - 警官
  - 第19話「地獄脱出作戦」（1967年）
- ジャイアントロボ
  - 第2話「大魔球グローバー」（1967年） - 防衛隊員
  - 第5話「巨腕ガンガー」（1967年） - 護送隊員 ※ノンクレジット
  - 第11話「恐怖の人喰い砂」（1967年） - ユニコーン南極支部隊員
  - 第13話「悪魔の眼ガンモンス」（1968年） - アラー国鉱夫
- 忍者ハットリくん+忍者怪獣ジッポウ（1967年）
  - 第15話「海賊あらわれるでござる」 - がりばあ号船長
  - 第18話「ジッポウの病気は特大でござる」 - 記者
- 河童の三平 妖怪大作戦 第24話「怪異半獣仙人」（1969年）
- 仮面ライダーシリーズ（MBS）
  - 仮面ライダー（1972年）
    - 第43話「怪鳥人プラノドンの襲撃」 - 刑事
    - 第85話「ヘドロ怪人 恐怖の殺人スモッグ」 - 警備員

  - 仮面ライダーX 第20話「お化け!? 謎の蛇人間あらわる!!」（1974年） - 村人
  - 仮面ライダーアマゾン 第12話「見た! ゲドンの獣人改造室!!」（1975年） - 刑事 ※ノンクレジット
- 非情のライセンス
  - 第1シリーズ（1974年）
    - 第40話「兇悪の望郷」 - 幹部
    - 第51話「兇悪の逃亡者」

  - 第2シリーズ
    - 第3話「兇悪の序曲」（1974年） - 男
    - 第12話「兇悪の空白」（1974年） - 刑事
    - 第26話「兇悪の友情」（1975年） - 男
    - 第52話「兇悪の再会」（1975年）※ノンクレジット
    - 第62話「兇悪の超特急」（1975年） - 公安官
    - 第79話「兇悪の道しるべ」（1976年） - 刑事
    - 第85話「兇悪の刑事」（1976年） - 刑事
    - 第94話「兇悪の判決」（1976年） - 梶
    - 第115話「女一人」（1977年） - 梶山正人

  - 第3シリーズ（1980年）
    - 第16話「兇悪の砂・事故死を運ぶ女」
    - 第23話「兇悪の囮・危険率80％の護衛」
- 燃える捜査網 第4話「お前はお前 俺は俺」（1975年）
- ザ・カゲスター 第24話「怪人バラキュラーの皆殺し作戦!」（1976年） - 作業員
- 特捜最前線
  - 第13話「愛・弾丸・哀」（1977年）
  - 第41話「シクラメンは見ていた!」（1978年）
  - 第63話「痴漢・女子大生被害レポート!」（1978年）
  - 第68話「誘拐・東京-函館縦断捜査!」（1978年）
  - 第75話「面影・密告してきた女!」（1978年）
  - 第92話「白い小さな訪問者!」（1979年）
  - 第128話「裸の街II・最後の刑事!」（1979年）
  - 第140話「ハナコ・少女売春の街!」（1979年）
  - 第142話「わが青春のカリフォルニア!」（1979年）
  - 第184話「慕情」（1980年）
  - 第330話「佐世保の女!」（1983年）
  - 第383話「崩壊家族のラストタンゴ!」（1984年）
  - 第392話「幼児誘拐・5年目の再開!」（1984年）
  - 第398話「摂氏1350度の殺人風景!」（1985年）
  - 第431話「単身赴任・妻たちの犯罪パーティー!」（1985年）
  - 第438話「美しい狙撃者! 殺意を呼ぶマネーゲーム!」（1985年）
  - 第465話「木曜日の暴行魔! 疑惑の単身警官待機寮」（1986年）
  - 第477話「浅草偽装心中・姉を殺した女スリ!?」（1986年）
  - 第487話「侮られた夫の殺意・殺したい程憎い妻!」（1986年）
  - 第497話「翔んでる目撃者!」（1987年）
- 鉄道公安官（1979年）
- 爆走!ドーベルマン刑事（1980年）
  - 第1話「黒バイ部隊出動す!」
  - 第15話「Mrペテン師VS黒バイ部隊」
- 土曜ワイド劇場
  - 華やかな死体 赤い花は殺人予告（1980年）
  - 松本清張の地方紙を買う女（1981年）
  - 透明な季節（1982年）
  - 松本清張の駅路（1982年）
  - 三毛猫ホームズシリーズ 第5作「三毛猫ホームズの運動会 だるま競争殺人事件 さらば愛する妻よ」（1983年） - 警官
  - 寝台特急あかつき殺人事件（1983年）
  - 西村京太郎トラベルミステリー
    - 第5作「東北新幹線殺人事件」（1984年）
    - 第8作「特急北アルプス殺人事件」（1986年）
    - 第9作「寝台急行「銀河」殺人事件」（1986年）
    - 第14作「愛と死の飯田線」（1989年）
    - 第29作「上越新幹線殺人事件」（1996年）

  - 密会の宿
    - 第6作「スポーツクラブで消された女 マッサージルームの秘密」（1991年）
    - 第8作「女と男の殺人ドライブ」（1993年）

  - 女弁護士 朝吹里矢子 第13作「選ばれた“衝動殺人”」（1992年）
  - 駅弁探偵殺人事件 第2作「駅弁探偵連続殺人」（1995年）
- スーパー戦隊シリーズ
  - 電子戦隊デンジマン 第8話「白骨都市の大魔王」（1980年） - 撮影所のスタッフ
  - 五星戦隊ダイレンジャー 第26話「嫌な嫌な嫌な奴」（1993年） - 郷田祐介
- 警視庁殺人課（1981年）
- ドラマ・人間 第3話「イエスの方舟事件」（1981年）
- それゆけ!レッドビッキーズ 第74話「ポパイの背中はなぜか春風」（1982年）
- メタルヒーローシリーズ
  - 超人機メタルダー 第36話「大反撃! 戦闘ロボット軍団」（1987年） - 警備員
  - 機動刑事ジバン（1989年）
    - 第13話「哀しみの少年を救え」 - バイオロン工作員
    - 第23話「マンガを喰いすぎた怪物」

  - 特警ウインスペクター（1990年）
    - 第7話「幸せ祈る聖少女」
    - 第38話「選ばれた男」 - 南部

  - 特救指令ソルブレイン
    - 第9話「父と娘の赤い絆」（1991年） - 黒田
    - 第53話「また逢う日まで」（1992年） - 医師

  - 特捜エクシードラフト（1992年）
    - 第5話「一人ぼっちの宇宙」 - 向井テツヤ
    - 第39話「飛べ! 誓いの白球」 - 少年野球チーム監督
    - 第46話「魔獣を飼う美少女」 - マフィアボス

  - 特捜ロボ ジャンパーソン（1993年）
    - 第27話「大首領の正体!!」 - 早乙女昭三
    - 第42話「殴り込み大脱獄」

  - ブルースワット（1994年）
    - 第10話「ザ・ミッション」 - 河崎譲
    - 第35話「銀河狼（ウルフ）炎の鉄拳」 - 運転手
- はぐれ刑事純情派 - 鑑識官
  - 第1シリーズ（1988年）
    - 第1話「密告者は美人靴みがき」
    - 第13話「女の中の悪魔」

  - 第2シリーズ 第10話「古都金沢・時効四日前の女」（1989年）
  - 第4シリーズ（1991年）
    - 第2話「夫を警察に売った人妻」
    - 第8話「痴漢に間違えられた安浦刑事」

  - 第5シリーズ 第5話「危険な愛情・父親を刺した女!?」（1992年）
  - 第6シリーズ（1993年）
    - 第6話「親切ドロにあった女美容師」
    - 第17話「貢いで捨てられた女・殺意の重奏」

  - 第7シリーズ（1994年）
    - 第5話「カラオケ女医者、血痕のついた引き出物」
    - 第8話「悲しい酒! 女艶歌歌手の野望」
    - 第23話「汚染した女子高生!? 指紋の謎」
    - 第25話「狙われた美人OL・靴底のスパイス」

  - 第9シリーズ（1996年）
    - 第5話「死亡推定時刻の謎! ポケベルの女」
    - 第12話「セクハラで左遷!? 笑った死体」
    - 第17話「襲われた悪妻! 謎の目撃証言」
    - 第24話「京都逃避行・宝くじを買う女」

  - 第11シリーズ（1998年）
    - 第19話「沈黙の女!? 母に贈る花束の謎」
- 火曜スーパーワイド / 西村京太郎トラベルミステリー「L特急あさま信濃路殺人事件」（1989年）
- 火曜ミステリー劇場 / 西村京太郎スペシャル 十津川警部の挑戦（1990年）
- さすらい刑事旅情編
  - 第4シリーズ 第3話「みちのく三陸海岸・死の結婚記念旅行」（1991年）
  - 第5シリーズ 第10話「恋人を襲った女? 山手線の殺意」（1992年）
- 月曜ドラマ・イン 闇のパープル・アイ 第10話「生きている倫子!?悲しい再会」（1996年）
- はみだし刑事情熱系 PART1 第8話「盗聴された女たち」（1996年）

#### 12ch→TX（テレビ東京）
- プレイガール
  - 第5話「命知らずの女ども」（1969年）
  - 第10話「女心に手錠をかけて」（1969年）
  - 第15話「怪談 濡れた女に手を出すな」（1969年）
  - 第52話「鉄火肌けんか仁義」（1970年）
  - 第76話「勇み肌きょうだい仁義」（1970年）
  - 第86話「ミステリー 生きていた花嫁」（1970年）
  - 第182話「たまき撃たる!!」（1972年） - 刑事
  - 第188話「ギャングが女湯にやって来た」（1972年）
  - 第192話「裸の女に手を出すな」（1972年） - 刑事
  - 第201話「ホテル密室裸女殺人事件」（1973年） - 刑事
  - 第208話「高校生芸者殺人事件」（1973年）
  - 第236話「女一匹くれない仁義」（1973年）
  - 第253話「女は裸で腕くらべ」（1974年）
- 忍者キャプター 第2話「ロケット忍法の秘密」（1976年） - 影山巡査
- 快傑ズバット 第12話「死刑執行10秒前」（1977年） - 警官
- ザ・スーパーガール
  - 第12話「白い乳房が霊をよぶ」（1979年）
  - 第19話「裸で狼の群れと闘え」（1979年） - サラリーローン栄晃社員
  - 第27話「夜の診察室 浮気に燃える人妻」（1979年） - 警官
  - 第33話「人妻蒸発 裏切りの肌は燃えて」（1979年） - 看守
  - 第42話「一夜妻 想い出の愛に燃えて」（1980年） - 守衛
  - 第43話「トルコ嬢殺人事件」（1980） - 警部
- ミラクルガール （1980年、12ch / 東映）
  - 第10話「砂浜に燃えた女の性」
  - 第18話「水着美女・湖上の決戦」
- 刑事追う! 第10話「消された情報屋」（1996年）

### オリジナルビデオ
- 女バトルコップ（1990年、東映）

### 脚本
- 人間の翼 最後のキャッチボール（1996年、シネマクラフト）※岡本明久と共同執筆